# Maria Espinosa
Maria Espinosa (nacida como Paula Cronbach, Boston, 6 de enero de 1939) es una novelista, poeta y traductora estadounidense.

## Vida
Espinosa nació el 6 de enero de 1939 en Boston, Massachusetts, hija del escultor Robert Cronbach y la poeta Maxine Judd Plata. Creció en Long Island, Nueva York, y era la mayor de tres hermanos. Cursó sus estudios universitarios en las universidades de Harvard y Columbia  y completó un Máster en Escritura Creativa en la Universidad Estatal de San Francisco. Vivió en París donde conoció y se casó con el escritor chileno y fotógrafo Mario Espinosa Wellmann en 1966, del que se divorciaría más adelante y que fallecería en 1981. En 1978 se casó con el investigador farmacéutico Walter Selig, un superviviente del Holocausto. Su crianza judía ortodoxa fue de gran influencia en la escritura de Espinosa.  
Si bien pasó gran parte de su vida en el norte de California, actualmente vive en Alburquerque, Nuevo México. Tiene una hija de su primer matrimonio, Carmen Espinosa, que es bailarina y trabajadora social. 

## Desarrollo profesional
En Harvard, Espinosa estudió con el novelista posmoderno estadounidense John Hawkes.  Durante sus estudios en Columbia envió varios poemas y esbozos críticos a Anais Nin, que entonces era una autora relativamente desconocida. Nin respondió a sus intercambios animándola a seguir escribiendo. Entre la década de los 70 y los 80 participó en los talleres creativos de Leonard Bishop, en Berkeley, que influyó ampliamente en su trabajo. Ha ejercido de profesora en el New College de California, en el San Francisco City College, en la Universidad de Adelaida, Australia, y en el Central New Mexico Community College. Su poesía, artículos, narrativa breve y traducciones han sido publicadas en diversas antologías y publicaciones periódicas. Anunció el lanzamiento de una nueva novela, Almas Suburbanas, en 2020 con Tailwinds Press.

## Premios
- 1996 American Book Award (Premio del libro americano) para Anhelo.
- 2010 PEN Oakland Award (Premio Josephine Miles) a la Excelencia Literaria.

## Obras

### Poesía
- Sentimientos de amor, Cuatro Vientos, 1967
- Música de noche, Las Mareas, 1969
- Longing. Cayuse Press. 1986. ISBN 978-0-933529-01-4.  (Reimpresión Arte Público Prensa, 1995)

### Novela
- Dark Plums. Arte Publico Press. 1995. ISBN 978-1-55885-128-3.
- Incognito: Journey of a Secret Jew. Wings Press. 2002. ISBN 978-0-930324-79-7.
- Dying Unfinished. Wings Press. 2009. ISBN 978-0-916727-45-1.
- Suburban Souls. Tailwinds Press. 2020.

### Traducción
- George Sand (1982). Lélia. Indiana University Press. ISBN 978-0-253-20246-8.

### Antologías
- Roberta Fernández, ed. (1994). In other words: literature by Latinas of the United States. Arte Público Press. ISBN 978-1-55885-110-8.